# Óscar Reina Gómez
Óscar Reina Gómez (Gilena, Sevilla, 9 de julio de 1990) es un activista, poeta y sindicalista andaluz, Portavoz Nacional del Sindicato Andaluz de Trabajadores (SAT) desde 2015.

## Trayectoria sindical y activismo político
Proveniente de una familia jornalera de Gilena, Óscar comenzó muy pronto su trayectoria política dentro de la lucha social y el activismo en su pueblo, participando en la asociación juvenil Juventud Gilenense, en la Unión Local del sindicato y la CUT. También formó parte de la lista Utopía y Dignidad para las primarias de Podemos (siendo esta la segunda más votada, solo por detrás de la de Pablo Iglesias) junto a Diego Cañamero. Pero no fue hasta 2015 que dio un paso adelante dentro de su militancia política y sindical.
En 2015, apenas con 25 años, fue elegido como portavoz provincial del sindicato, y además, en las elecciones municipales de ese año elegido concejal por la agrupación municipalista Alternativa x Gilena, llegando a ser nombrado concejal de Deportes y Participación Vecinal en el mismo Ayuntamiento. Y finalmente, en octubre de ese mismo año fue elegido Portavoz Nacional del SAT en el II congreso del mismo, cargo incompatible estatuariamente con su responsabilidad como concejal de la que dimitió.
En el terreno sindical Óscar siguió la tradición de acción directa por la que destaca el SAT: fue activista del 15M y de las Marchas de la Dignidad, participó en la ocupación de Somonte, finca de la Junta de Andalucía, y en de Las Turquillas, finca que pertenece al ejercito español desde hace dos siglos.

## Posiciones políticas
Ha defendido la necesidad de acabar con la Monarquía, llegando a ser detenido por injurias a la corona o la defensa del derecho de autodeterminación tanto de Cataluña como del País Vasco. Apoyó el Referéndum de independencia de Cataluña de 2017, organizando charlas y participando en movilizaciones e incluso proponiendo poner urnas para este en Andalucía. También ha defendido la libertad de los presos como Otegi. Ambas cosas, junto a su militancia sindical, ha causado controversia en ciertos medios de comunicación y le han convertido en objeto de mofa y burla por parte de la prensa de derechas. También se declara andalucista y socialista.

## Detenciones policiales
Su participación como dirigente en la acción directa, movilizaciones y huelgas del sindicato como la defensa de sus ideas políticas tales como el republicanismo de una forma clara le han llevado a ser detenido en más de nueve ocasiones en diferentes partes del estado, siendo el líder sindical más veces detenido de toda Europa. Entre él y otros 500 miembros del sindicato, la organización acumula peticiones de cárcel por la cantidad de más de 500 años y miles de euros en multas. Él mismo se ha declarado ``Insumiso Judicial`` y hasta la fecha no ha sido condenado por los cargos, de los que muchos ya ha sido absuelto.